# پاول آنانیکیان
پاول پطروسی آنانیکیان (ارمنی: Պավել Պետրոսի Անանիկյան؛  زادهٔ ۷ مهٔ ۱۹۳۰- درگذشته ۳ دسامبر ۲۰۱۸) پزشک، جراح اهل ارمنستان بود.

## زندگی‌نامه
وی در ۷ مهٔ ۱۹۳۰ در ایروان به دنیا آمد و از دانشگاه پزشکی دولتی ایروان (۱۹۵۵) فارغ‌التحصیل گشت. عضو اتحادیه نویسندگان ارمنستان و اتحادیه نقاشان ارمنستان همچنین برندهٔ جوایزی همچون دانشمند شایسته جمهوری ارمنستان ()، مدال مخیتار هراتسی () و مدال مخیتار گش شده است. وی در ۳ دسامبر ۲۰۱۸ در سن ۸۸ سالگی در ایروان درگذشت.

## یادداشت
1. ↑  բժշկական գիտությունների դոկտոր